# Tratado de límites entre Bolivia y Chile de 1866
El Tratado de Límites entre la República de Chile y la República de Bolivia de 1866 es un tratado internacional suscrito el 10 de agosto de 1866 en la ciudad de Santiago de Chile, como la culminación de una larga disputa territorial entre ambos países por el desierto de Atacama, que se remontaba a 1842. Por este tratado, la línea fronteriza entre Bolivia y Chile quedaba fijada en el paralelo 24°S y se establecía que entre los paralelos 23°S y 25°S los Estados signatarios se repartirían las utilidades guaneras y mineras en partes iguales.
Poco tiempo después de haberse celebrado este tratado se produjeron varias dificultades en su aplicación, lo que acarrearía nuevas disputas. En 1872, ambos países buscaron solucionar los problemas del tratado mediante un acuerdo complementario, el llamado acuerdo Lindsay-Corral. El acuerdo fue aprobado por Chile pero nunca por Bolivia, debido a la influencia del Perú, país con el que firmaría un tratado de alianza en 1873. 
Los intereses económicos que tenían estos tres países por los recursos de la zona ensombrecieron las relaciones. Pese a esto, Bolivia y Chile lograron finalmente llegar a un entendimiento con un nuevo tratado en 1874 cuya violación por parte de Bolivia en 1878 desencadenó la Guerra del Pacífico en 1879.

## Antecedentes

Disputa de Atacama entre Bolivia y Chile (1825-1879).

Al iniciarse la época republicana, Chile, Perú, Bolivia y Argentina colindaban sin haber definido sus fronteras en tratados mutuos. Siguiendo el acuerdo implícito del Uti possidetis común a todos los países latinoamericanos, los límites eran los definidos durante la colonia, que eran vagos, a veces contradictorios y a menudo sobre territorios desconocidos, inhabitados o inhabitables por su clima o lejanía.
Respecto a la soberanía del desierto de Atacama, existe poco entendimiento. Chile desde 1822 señalaba "el despoblado de Atacama" como límite, sin dar mayor especificación o exactitud sobre el límite de su territorio mientras que Bolivia en 1825 incluía una parte de ella a su territorio, aunque de igual modo sin especificar límites exactos.
La región en general se encontraba poco habitada, por lo inhóspito y por la poca importancia económica que tuvo en un comienzo. Chile mantenía algunas aldeas en el Paposo; y Bolivia, que le resultaba muy difícil la comunicación con la zona debido a la cordillera de los Andes que lo separaba, contaba apenas con cinco aldeas: dos en Atacama Alto (Calama y Chiu Chiu) y tres en Atacama Bajo (las poblaciones costeras de Cobija, Tocopilla y Mejillones). Tanto Chile como Bolivia ejercieron en algunos puntos de Atacama actos de jurisdicción sin realizar reclamos por los actos del otro.
Esta situación cambió a principios de la década de 1840, cuando se descubrieron en el desierto grandes acumulaciones de guano y salitre, fertilizantes que empezaban a ser muy cotizados en el mercado mundial. Similares descubrimientos se dieron en la provincia peruana de Tarapacá, al norte de Atacama. Todo ello concitó el interés del presidente chileno Manuel Bulnes, que en 1842 envió una expedición para que explorara el territorio «entre el puerto de Coquimbo y el morro de Mejillones», en busca de yacimientos. El mismo Bulnes informó del resultado de las prospecciones ante el Congreso de su país y aunque afirmó que estas solo ubicaron yacimientos de baja ley en algunos puntos, propuso una ley para declarar como propiedad del Estado las guaneras situadas al sur del paralelo 23°S (Mejillones). El Congreso chileno, por ley del 31 de octubre de 1842, consagró dicha propuesta, quedando así fijada, por una ley de carácter económico interno, la frontera norte de Chile en el paralelo 23°S. Un año después se creó la provincia chilena de Atacama.
El gobierno boliviano, producto de esta ley chilena, oficializó a comienzos de 1843 reclamos a Chile manifestándole, con vaguedad y contradicción, que el verdadero límite entre ambos países estaba en el río Salado o en el Paposo, ubicándolo el primero en el paralelo 26ºS y el segundo en el 25ºS.
Incidentes y reclamos entre ambos países se sucedieron en los años siguientes debido a este conflicto que comenzaba a aflorar por la jurisdicción de la zona. En 1846, el bergantín boliviano General Sucre apresó en Mejillones al barco chileno Rumenia, conduciéndolo hasta Cobija. En 1857, la corbeta chilena Esmeralda apresó en esa misma zona costera al barco Sportsman, conduciéndolo hasta Caldera. Otros incidentes también se dieron en ese periodo. De igual forma las diplomacias de ambos países argumentaban respectivamente sobre los derechos que tenían en la región, exhibiendo documentos coloniales sobre la jurisdicción de la Audiencia de Charcas o la Capitanía General de Chile.
Desde 1842 a 1862, todos los esfuerzos diplomáticos para lograr un acuerdo en esta disputa territorial fueron infructuosos. En 1860 el gobierno boliviano envió una misión diplomática a Chile, encabezada por José María Santibáñez, para negociar un tratado de límites que pusiera fin a la disputa. Para zanjar el asunto, el representante boliviano propuso como solución el paralelo 24ºS y medio como límite, a lo que el canciller chileno Matías Ovalle Errázuriz se opuso. Santibáñez sugirió entonces llevar el asunto al arbitraje, a lo que también se negó rotundamente el plenipotenciario chileno.
Para 1863 las tensiones entre Chile y Bolivia aumentaron drásticamente. La Asamblea Legislativa boliviana autorizó al Ejecutivo, por ley del 25 de junio de ese año, declarar la guerra a Chile, alegando la usurpación de su territorio «desde el Paposo, ó Río Salado, hasta Mejillones», aunque solo después de que se agotaran todos los recursos por la vía diplomática que dieran un resultado favorable a Bolivia. El problema común en 1865 por la guerra con España puso un paréntesis al asunto, pues Bolivia se alió con Perú, Chile y Ecuador frente a la agresión de la flota española (1866), considerándose secundaria cualquier otra disputa que no fuera el enfrentar al enemigo común.

## El tratado

### Negociación

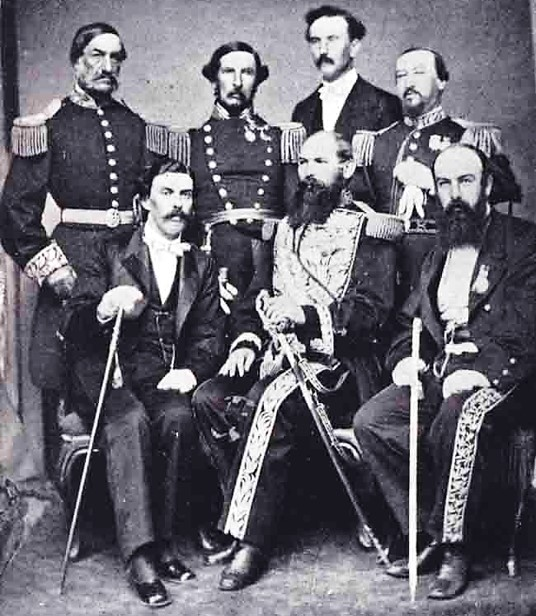
Famosa e histórica fotografía del 18 de marzo de 1866 donde se puede ver al terrorífico y muy temido dictador boliviano Mariano Melgarejo Valencia junto a sus ministros de estado (Melgarejistas), recibiendo las cartas credenciales del nuevo embajador chileno en Bolivia en el Palacio Quemado de la ciudad de La Paz.
Parados de izq. a der:
1° General boliviano Pedro Olañeta Zelaya (1808-1867)
2° General boliviano Gonzalo García Lanza (1808-1885)
3° Diplomático chileno Carlos Walker Martínez (1842-1905)
4° General boliviano José Manuel Ravelo (1811-1881)
Sentados de izq. a der:
1° Embajador chileno Aniceto Vergara Albano (1825-1909)
2° Presidente de Bolivia Mariano Melgarejo (1820-1871)
3° Canciller boliviano Mariano Donato Munóz (1823-1894).

Existiendo un ambiente plenamente americanista producto de la guerra con España, Bolivia y Chile reanudaron las negociaciones para finiquitar su primer tratado limítrofe y dar punto final a la controversia. Gobernaba entonces en Bolivia el general Mariano Melgarejo (gobernante de facto) y en Chile el presidente José Joaquín Pérez Mascayano (elegido democráticamente).  El gobierno boliviano acreditó en Santiago como enviado extraordinario y ministro plenipotenciario a Juan Ramón Muñoz Cabrera, mientras que Chile nombró como su representante en La Paz a Aniceto Vergara Albano. 
El representante chileno presentó sus cartas credenciales ante el presidente Melgarejo el 19 de marzo de 1866. Al día siguiente, se suscribió con el ministro boliviano Mariano Donato Muñoz el acta de la adhesión formal de Bolivia a la alianza contra España que era uno de los puntos importantes de su misión en la capital boliviana. Luego de esto, comenzaron a inicios de junio las negociaciones entre Vergara Albano y Donato Muñoz para establecer las bases del tratado entre ambos países. Vergara Albano había sido aconsejado por el canciller chileno Álvaro Covarrubias Ortúzar en dejar a Bolivia la iniciativa para proponer un acuerdo que fuera razonable. 
El ministro Donato Muñoz remitió a Albano las bases para un acuerdo en el que argumentaba que "siendo vagos y mal definidos los límites que dividen a las dos repúblicas por la parte del desierto de Atacama, la buena armonía que debe existir entre ellas, a la par que la justicia y la equidad" era recomendable la repartición de las utilidades guaneras y minerales que se encuentran en los paralelos 23°S y 25°S, habilitándose la bahía de Mejillones para satisfacer la distribución, y la división del territorio en el paralelo 24°S. El representante chileno remitió las bases de este acuerdo a su gobierno mediante una nota fechada el 3 de junio, señalando la conformidad en cuanto a la repartición equitativa de los recursos, pero con dudas respecto a si Chile debía renunciar a Mejillones, que tanto su país como Bolivia se adjudicaban con resistencia por su valor. En el caso de que Chile no aprobara esta propuesta, el gobierno boliviano estaba dispuesto a aplazar indefinidamente la cuestión de límites. Según el historiador Gonzalo Bulnes, el borrador del tratado propuesto por Bolivia fue finalmente aceptado por Chile con ligeras modificaciones.
Se tiende a señalar por parte de la historiografía boliviana que Vergara Albano jugó un papel fundamental en las negociaciones del tratado. Por su parte, el historiador peruano Jorge Basadre refiere la confesión que hizo el presidente Melgarejo, en el sentido de que el autor del documento fue el representante chileno. Por el contrario, el historiador chileno Sergio Villalobos señala que la autoría que Melgarejo le hace a Vergara Albano sobre el tratado sería un simple error o exageración, ya que la documentación de la época no dejaría dudas de que su verdadero gestor fue el ministro boliviano Donato Muñoz, quien además se jactaba de ser su autor.
Otro punto que también es mencionado por la historiografía boliviana, es que este tratado se obtuvo en base de los halagos y regalos que los diplomáticos chilenos en la capital boliviana le confirieron a Melgarejo, especialmente por el hecho de haberlo investido como general del ejército chileno. Sin embargo, se omite el hecho de que la investidura de general chileno a Melgarejo ocurrió con posterioridad a la firma del tratado, y que además, este mismo grado militar fue conferido por Chile a los presidentes de Perú y Ecuador como honra por la alianza contra España, así como también que el presidente chileno Pérez fue igualmente honrado con el mismo grado militar por Bolivia.

### Firma y aprobación
Este tratado se firmó en Santiago de Chile, siendo sus suscriptores el ministro boliviano Juan Ramón Muñoz Cabrera y el canciller chileno Álvaro Covarrubias. La razón por la que el tratado debió ultimarse y suscribirse en Chile se debe a que Vergara Albano carecía de autorización para suscribir un convenio en que se señalara que su país renunciaba a Mejillones.
El tratado fue aprobado sin dificultades por ambos gobiernos.

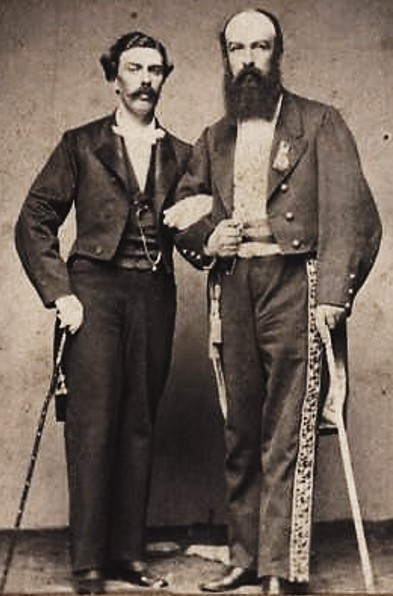
Fotografía tomada en la ciudad de La Paz el 18 de marzo de 1866 en el Palacio de Gobierno Boliviano (Palacio Quemado), donde se puede ver a la izquierda al nuevo embajador de Chile en Bolivia Aniceto Vergara Albano (1825-1909) junto al Canciller de Bolivia Mariano Donato Muñoz (1823-1894) en la derecha.

### Contenido
El Tratado consta de ocho artículos:
- El artículo primero fijaba el límite entre Chile y Bolivia en el paralelo 24ºS, «desde el litoral del Pacífico hasta los límites orientales de Chile». Una comisión de peritos nombrada por las altas partes contratantes se encargaría de fijar la línea exacta de la frontera. El tratado no fijaba los "límites orientales" de Chile.
- El artículo 2º establecía que los Estados signatarios se repartirían por mitades las ganancias provenientes de la explotación de los depósitos de guano descubiertos en Mejillones y los que se descubriesen en el territorio comprendido entre el paralelo 23°S al 25°S, así como los derechos de exportación que se perciban sobre los minerales en el mismo territorio (zona de beneficios mutuos).
- El artículo 3º se obligaba a Bolivia a habilitar un puerto y una aduana en Mejillones, que sería el único lugar por donde pasarían los productos explotados para su exportación. Chile tendrá derecho a nombrar empleados fiscales que intervendrán en el departamento de contabilidad de esta aduana con pleno derecho de inspección. A Bolivia se le concederá un derecho igual en caso de que Chile establezca una aduana al sur del paralelo 24ºS.
- El artículo 4º liberaba del pago de derechos de exportación de los productos comprendidos entre los paralelos 24°S y 25ºS que salgan por Mejillones, y eximía de pago de derechos de importación a los productos chilenos internados también en Mejillones.
- El artículo 5º dejaba que las altas partes contratantes determinaran de común acuerdo el sistema de exportación o venta del guano y los derechos de exportación de los minerales.
- El artículo 6º se obligaba a las partes a no enajenar los derechos de posesión o dominio del territorio dividido a un tercer Estado, sociedad o individuo. Con excepción de las partes contratantes.
- El artículo 7º comprometía a las partes a dar una indemnización a los explotadores por los perjuicios que les fueran inferidos.
- El artículo 8º determinaba que, una vez ratificado el tratado por los congresos de ambos países, se canjearían las ratificaciones en La Paz o en Santiago, dentro de un plazo máximo de 40 días.

### Alcances del tratado
El tratado fue aprobado por ambos países, con la satisfacción de dar por concluida, de manera aparentemente razonable, una disputa territorial que se arrastraba por varios años. Todo con aras de lograr una buena relación, pregonada por el ambiente americanista que había en aquellos momentos. 
Las concesiones eran recíprocas. Los dos países renunciaban expresamente a sus pretensiones basadas en títulos coloniales. Chile renunciaba a Mejillones, considerada la perla del desierto, y a todo el grado geográfico hasta el paralelo 23°S, que había sido el núcleo principal de la disputa. Por su parte, Bolivia renunciaba a sus pretensiones territoriales que, con cierta vaguedad y contradicción, extendía hasta el río Salado o el Paposo. Quedaba entonces la frontera en el paralelo 24ºS y se repartían en forma equitativa las ganancias de los recursos que había entre los paralelos 23°S y 25°S.

## Situación posterior al tratado

### Opinión en Bolivia y Chile sobre el tratado
Inicialmente, tanto en Bolivia como en Chile, la opinión pública se mostró satisfecha por este tratado que cerraba la disputa entre ambos países. Querejazu señala que pese a que algunos historiadores de su país han indicado que este tratado generó en Bolivia una inmediata y general protesta, esto no sería así, ya que en realidad la impresión general fue de un enorme alivio, al ver que se lograba un acuerdo razonable que evitaba la guerra y en que se obtenía una porción importante del litoral disputado que muchos ya daban por perdido, siendo Mejillones el más preciado. Muy diferente a este tratado fue la actitud de la ciudadanía y políticos bolivianos al tratado de límites que el gobierno de Melgarejo suscribió con Brasil un año después, y que sería una de las causas que eventualmente propiciaron la caída de su gobierno.
Sin embargo, antes de mucho tiempo, en ambos países se empezaron a mostrar señas de descontento por el tratado. En Bolivia, inspirándose en los alegatos históricos de sus entendidos, lo apreciaba como una "concesión graciosa" de su territorio que fue arrancada a la ignorancia de su máxima autoridad que supeditaba la voluntad nacional. En Chile, con igual convencimiento, se creía haber entregado territorio indiscutiblemente propio, sin obtener la solución pacifica que se buscaba al suscribir el tratado. Todo esto se fue agravando aún más con los problemas que se empezaron a dar en la aplicación efectiva del tratado.

### Problemas en su aplicación y nuevas negociaciones
En los años inmediatamente posteriores, se discutieron una serie de problemas suscitados en torno a la aplicación del tratado, como la inclusión o exclusión del recién descubierto yacimiento de plata de Caracoles en la zona de beneficios mutuos, o si la definición de "minerales" abarca solo a los metales o también a las sustancias inorgánicas como el salitre, recientemente descubierto en la zona. Así como asuntos de mayor gravedad, como las dificultades de Bolivia para llevar correctamente las cuentas para la repartición compartida y para transferir a Chile el 50 % de las ganancias recaudadas en su zona de beneficios mutuos. Además, las facultades que tenía Chile por el tratado para poder fiscalizar las aduanas bolivianas en Mejillones eran impedidas por Bolivia al considerarlo lesivo a su soberanía.
En 1871 se produjo un cambio de gobierno en Bolivia. Melgarejo fue derrocado y reemplazado por el general Agustín Morales, quien según Querejazu había logrado el triunfo de su revolución con el apoyo del Perú. Este nuevo mandatario, siguiendo la corriente de la opinión pública boliviana, consideró nulos todos los actos del gobierno anterior. Pero como no se podía abrogar unilateralmente un acuerdo internacional, abrió negociaciones con Chile para revisar el tratado de 1866. Morales envió como ministro plenipotenciario en Chile a Rafael Bustillo, con el objeto de lograr ciertas modificaciones al tratado limítrofe, consistentes en que Chile renunciara en su participación en los derechos de exportación de los minerales ubicados entre los grados 23°S y 24°S, ratificándose este último como límite definitivo. Como compensación a esto, Bolivia ofrecía una mayor participación en los guanos de Mejillones al ser explotados en forma comunitaria. El objetivo de la misión de Bustillo era sacar a Chile de los derechos de exportación del recién descubierto mineral de plata de Caracoles, que producía buenos ingresos. Tales negociaciones no prosperaron.

### El protocolo de Corral-Lindsay de 1872 y la influencia del Perú
En agosto de 1872, Quintín Quevedo, político boliviano partidario del depuesto y ya fallecido Melgarejo, salió con una expedición desde Valparaíso para derrocar al gobierno boliviano, supuestamente con la anuencia de las autoridades chilenas. Su intento fracasó, pero para el gobierno boliviano fue una prueba de la animadversión del gobierno chileno, ensombreciendo las relaciones entre ambos países. A esto se agrega la intervención del Perú en el asunto, país que desde la guerra con España tenía una supremacía naval en el Océano Pacífico con sus buques de guerra y controlaba el comercio internacional de Bolivia a través del puerto de Arica, y que advirtió al gobierno chileno que Perú no toleraría una intervención extranjera en Bolivia. 
En noviembre falleció Morales, asumiendo como presidente interino de Bolivia Tomás Frías Ametller (primer gobierno).  El gobierno de Chile envió a Bolivia a su representante Santiago Lindsay, quien entró en conversaciones con el canciller boliviano Casimiro Corral, para solucionar de una vez asuntos pendientes del tratado de 1866. El 5 de diciembre de 1872 se firmó el acuerdo llamado de Corral-Lindsay que buscaba aclarar algunos puntos controvertidos de este tratado, como por ejemplo el derecho de Chile de poder nombrar funcionarios de aduanas para trabajar junto a sus homólogos bolivianos en la zona de beneficios mutuos y la inclusión de los nitratos en la participación de ganancias en común, entre otros puntos.
Este acuerdo fue aprobado por Chile en enero de 1873 pero, por influencia del Perú, que quería para Bolivia un mejor arreglo, o, en todo caso, intervenir como mediador junto con Argentina, no fue aprobado en Bolivia. El gobierno peruano, encabezado en esos momentos por Manuel Pardo, consideró el protocolo de Corral-Lindsay como un aumento de la influencia regional de Chile e instó a Bolivia a rechazarlo. El 19 de mayo de ese año la Asamblea Boliviana pospuso la aprobación a 1874. La Asamblea finalmente rechazó el tratado. 
Para esos momentos Chile, Perú y Bolivia tenían intereses económicos en el salitre depositado en las provincias de Tarapacá y Antofagasta. Los depósitos salitreros en Chile eran económicamente irrelevantes, pero las empresas y el trabajo de chilenos se había vuelto con el tiempo importantes en Perú y Bolivia en la explotación del salitre, a eso cabe agregar que Valparaíso era el centro comercial donde se transaba el producto y desde donde se abastecía la desértica zona de explotación. El 18 de enero de 1873, el gobierno peruano, acosado por el déficit fiscal, decretó el estanco del salitre (el que por ineficaz nunca fue aplicado), como una medida destinada a aumentar los ingresos provenientes del guano a través del control del precio y cantidad del salitre exportado. Es discutido si ya en ese entonces Perú intentó controlar el precio del salitre boliviano, influyendo en las decisiones de aquel país respecto a sus asuntos con Chile.
Durante las negociaciones de este protocolo, la Asamblea boliviana autorizó secretamente a su gobierno negociar y ratificar una alianza militar con Perú por sus temores respecto a Chile, culminando con el trascendental documento firmado el 6 de febrero de 1873. Perú buscó luego la adhesión de Argentina al tratado, país con el que Chile también tenía problemas fronterizos, pero variadas dificultades respecto al no poder conciliar sus intereses no hicieron posible la triple alianza. Los historiadores concuerdan en los hechos básicos que hacen al tratado, en que su propósito era aislar y obligar militarmente a Chile a modificar sus fronteras de acuerdo a los intereses de los aliados mientras Chile fuese militarmente débil, es decir antes de la llegada de las fragatas blindadas Cochrane y Blanco Encalada que este país había ordenado construir por las tensiones con Argentina y Perú. En agosto de 1873 Perú instó a Bolivia a desconocer sus acuerdos con Chile, buscando de esa forma el rompimiento definitivo y necesario que permitiera a los aliados imponer el límite de acuerdo a sus intereses, pero esto no se produjo. Bolivia se desilusionó del pacto con Perú, persiguió sus propios objetivos y decidió llegar a un definitivo acuerdo con Chile.

### Nuevo tratado entre Bolivia y Chile en 1874
Finalmente, Bolivia y Chile firmaron un nuevo tratado limítrofe, el 6 de agosto de 1874, y un protocolo adicional el 4 de julio de 1875. Este nuevo acuerdo establecía el límite territorial en el mismo paralelo 24°S pero eliminaba la medianería o mancomunidad de derechos establecida en el tratado de 1866, sobre los productos provenientes de la explotación y los derechos de exportación percibidos sobre minerales extraídos en el territorio comprendido entre los paralelos 23ºS a 25ºS, con excepción del guano. En cambio, Bolivia se comprometía a no incrementar los impuestos a las personas, capitales y negocios chilenos en la zona durante 25 años. También se establecía que quedarían libres y exentos del pago de todo derecho los productos naturales de Chile que se importasen por el litoral boliviano entre los paralelos 23°S y 24°S; en reciprocidad serían igualmente liberados los productos naturales de Bolivia que se introdujesen al litoral chileno entre los paralelos 24°S y 25°S.
En el artículo 7º de este tratado se dejaba por sentada la derogación del tratado de 1866 en todas sus partes. En esta ocasión, Chile también condonó las deudas bolivianas provenientes de la no transferencia del 50 % del impuesto recaudado por Bolivia en la zona de beneficios mutuos.